# Trał morski

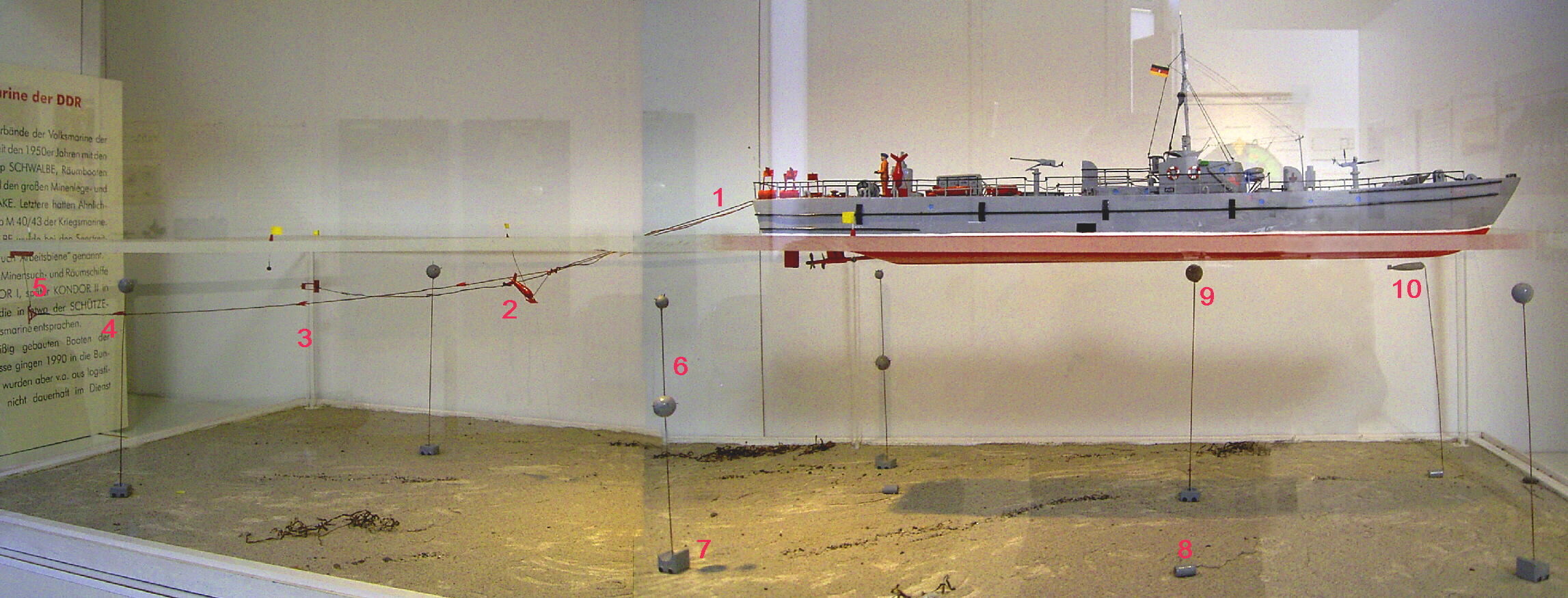
Trałowanie min kotwicznych

Trał morski – urządzenie holowane za trałowcem (lub helikopterem) służące, w zależności od typu, do odcinania liny kotwicznej miny morskiej (minliny) lub zniszczenia miny przez pobudzenie jej zapalnika i detonację na miejscu.
W zależności od sposobu działania rozróżniamy trały:
- kontaktowe, składające się z grubej stalowej liny z zamocowanymi urządzeniami zapewniającymi odpowiednie jej ułożenie (pływaki, ciężary, profile odchylające linę w bok) ciągnionej przez 2 trałowce; służą do oczyszczania akwenów z min zakotwiczonych (najczęściej kontaktowych):
  - holujący: kotwiczki zawieszone na linie trałowej, które zahaczają minliny i umożliwiają odholowanie min na płytsze wody, gdzie po wynurzeniu się zostają rozbrojone lub zniszczone;
  - podcinający: przecinaki na linie trałowej, dzięki którym po odcięciu minliny mina wypływa na powierzchnię, gdzie może być rozbrojona lub zniszczona;
- niekontaktowe
  - elektromagnetyczne: pętle z kabla lub elektrody, między którymi przepływa prąd; taki trał wytwarza pole elektromagnetyczne, powodujące detonację min magnetycznych;
  - akustyczne: holowane za trałowcem źródło dźwięku, powodujące detonację min z zapalnikiem akustycznym.